# Jacob Reiff
Jakob Reiff (* 29. März 1771 in Koblenz; † 23. November 1848 ebenda) war ein deutscher Kaufmann, Stadtrat und preußischer Landrat des Landkreises Koblenz von 1828 bis 1829.

## Leben und Herkunft
Jacob Reiff war der Sohn des Kaufmanns Johann Wilhelm Reiff (* 1734 in Oberfell; † 8. Oktober 1804 in Koblenz) und dessen Ehefrau Anna Luisa geborene Möhling (* 1742 in Güls; † 6. Oktober 1819 in Koblenz). Er war katholisch und heiratete vor 1799 Anna Katharina Dehöhe (* [1796]; †2. August 1827 in Koblenz).
1790 war Reiff Kaufmann in Koblenz. Reiff war 1813 Mitglied der Garde d’honneur Napoleons, 1814 adjoint de Maire (stellvertretender Bürgermeister). Von 1813 bis 1825 war er Stadtrat und von 1825 bis Dezember 1832 erster Beigeordneter in Koblenz. Ab 1833 war er Kreisdeputierter. Von 1928 bis 1829 war er vertretungsweise Landrat des Landkreises Koblenz, zudem war er von vor 1817 bis 1825 Präsident des Handelsgerichts. Von 1826 bis 1803 war er stellvertretendes Mitglied im Provinziallandtag der Rheinprovinz. 1826 nahm er als Stellvertreter am Landtag teil. 